# Hillsboro (Kansas)
Hillsboro és una població dels Estats Units a l'estat de Kansas. Segons el cens del 2000 tenia 2.854 habitants.

## Demografia
Segons el cens del 2000, Hillsboro tenia 2.854 habitants, 1.086 habitatges, i 710 famílies. La densitat de població era de 553,7 habitants/km².
Dels 1.086 habitatges en un 27% hi vivien nens de menys de 18 anys, en un 57,1% hi vivien parelles casades, en un 6,1% dones solteres, i en un 34,6% no eren unitats familiars. En el 32% dels habitatges hi vivien persones soles el 17,4% de les quals corresponia a persones de 65 anys o més que vivien soles. El nombre mitjà de persones vivint en cada habitatge era de 2,25 i el nombre mitjà de persones que vivien en cada família era de 2,85.
Per edats la població es repartia de la següent manera: un 20,4% tenia menys de 18 anys, un 17,3% entre 18 i 24, un 21,9% entre 25 i 44, un 17,1% de 45 a 60 i un 23,3% 65 anys o més.
L'edat mediana era de 38 anys. Per cada 100 dones de 18 o més anys hi havia 89,4 homes.
La renda mediana per habitatge era de 32.736 $ i la renda mediana per família de 42.465 $. Els homes tenien una renda mediana de 31.188 $ mentre que les dones 20.134 $. La renda per capita de la població era de 15.544 $. Entorn del 5,5% de les famílies i el 9,7% de la població estaven per davall del llindar de pobresa.

## Poblacions més properes
El següent diagrama mostra les poblacions més properes.